# Главница
Главница је порез који се у Србији плаћао од 1835. до 1885. године. 
После Хатишерифа из 1830/33. године, када је Србија стекла фискалну сувереност, уведена је главница од 6 талира годишње по једној пореској глави (одраслом мушкарцу, глави домаћинства, и удовици), којом је замењен веома разуђен турски порески систем. Главница није праведна, јер једнако опетерећује како богатије, тако и сиромашније. 
Како је рекао кнез Милош Обреновић још на скупштини 1834: „за Правитељство било би много лакше рачун држати, кад би се порез с главе на главу узимао; но за народ је опет лакше и правије, кад би се резао по имању“. Пошто у Србији разлике у имању тада нису биле велике, ни неправедност није сметала; поред тога, општине су могле да смање плаћање сиромашнијих обвезника и да више оптерете богатије. 
После 1835. године кнежеви Милош и Михаило ослобађали су или умањивали главницу појединим категоријама становништва (надничарима, удовицама, младима и старима, свештеницима, досељеницима за одређено време итд). Кнез Михаило је 1839. године смањио главницу са 6 на 5 талира како би стекао популарност у народу, али је већ 1841. године, услед повећаних потреба државе, главница поново повећана на 6 талира. Уставобранитељи су ово искористили за подбуњивање народа против кнеза. 
По доласку на престо, кнез Александар Карађорђевић је 1842. године смањио главницу на 5 талира како би учврстио власт, што није мењано до 1864. године. Сви су дуго зазирали од једне реченице уставобранитеља Томе Вучића Перишића: 'ко ти устражи више од пет талира порезе, узми пушку, па за крушку, па у леву сису'. После неуспеле Цукићеве пореске реформе из 1864. године главница је повећана на 6 талира.